# Anacroneuria inza
Anacroneuria inza är en bäcksländeart som beskrevs av Maria del Carmen Zúñiga och Bill P.Stark 2002. Anacroneuria inza ingår i släktet Anacroneuria och familjen jättebäcksländor. Inga underarter finns listade i Catalogue of Life.